# Alfred North Whitehead
Alfred North Whitehead (Ramsgate, 15. veljače 1861. – Cambridge, 30. prosinca 1947.), britansko-američki filozof, fizičar i matematičar.
Radio je na polju logike, matematike i filozofije znanosti, te metafizici. Najbolje je poznat po svome radi na Principia Mathematica koju je napisao u suradnji s Bertrandom Russellom. Matematikom se pretežno bavio za svog boravka u Cambridgeu, a nakon što 1924. odlazi na Harvard, započinje s razvojem procesne filozofije. 1927. drži niz predavanja na edinburškom sveučilištu iz kojih nastaje njegovo cijenjeno djelo Proces i stvarnost. Unatoč tome što je djelovao na mnogim znanstvenim poljima i u njima ostavio svoj trag, Whitehead je vjerojatno jedan od najzanemarivanijih mislilaca dvadesetog stoljeća.[nedostaje izvor]